# Station Karczyn
Station Karczyn is een spoorwegstation in de Poolse plaats Karczyn.